# فيصل الخطيب
فيصل الخطيب هو محام وسياسي مغربي ونائب برلماني سابق وُلد في عام 1939 في مدينة تطوان في شمال المغرب، وكان رئيسًا لنقابة المحامين في مدينة طنجة.

## مسيرته المهنية والسياسية
كان فيصل الخطيب ينتمي إلى حزب الاستقلال منذ انضم انضم إلى صفوفه في عام 1956، وفي عام 1962 أصبح عضوًا في المجلس الوطني لحزب الاستقلال. تخرج فيصل الخطيب من كلية الحقوق في عام 1963، وعمل في مجال المحاماة، وفي عام 1965 أصبح عضوا في اللجنة المركزية لحزب الاستقلال، ثُم انتُخب ليُمثل الحزب في مجلس النواب المغربي كعضو برلمانيّ عن دائرة مدينة تطوان في الانتخابات التشريعية المغربية لعام 1977، وحتى عام 1983، وكان رئيسًا للكتلة البرلمانية لحزب الاستقلال في البرلمان المغربي بدءًا من عام 1981، وحتى عام 1983.
عُيّن فيصل الخطيب نقيبًا لهيئة المحامين بمدينة طنجة بدءًا من عام 1975، وحتى عام 1977 خلفًا لمحمد نور الدين الشريف، كما أنّه عضو في المجلس الاستشاري لحقوق الإنسان منذ عام 1990، وعضو مؤسس في الاتحاد الوطني لطلبة المغرب، وعضو في العصبة المغربية للدفاع عن حقوق الإنسان.